# Bathippus manicatus
Bathippus manicatus är en spindelart som beskrevs av Simon 1902. Bathippus manicatus ingår i släktet Bathippus och familjen hoppspindlar. Inga underarter finns listade.